# Smart 3

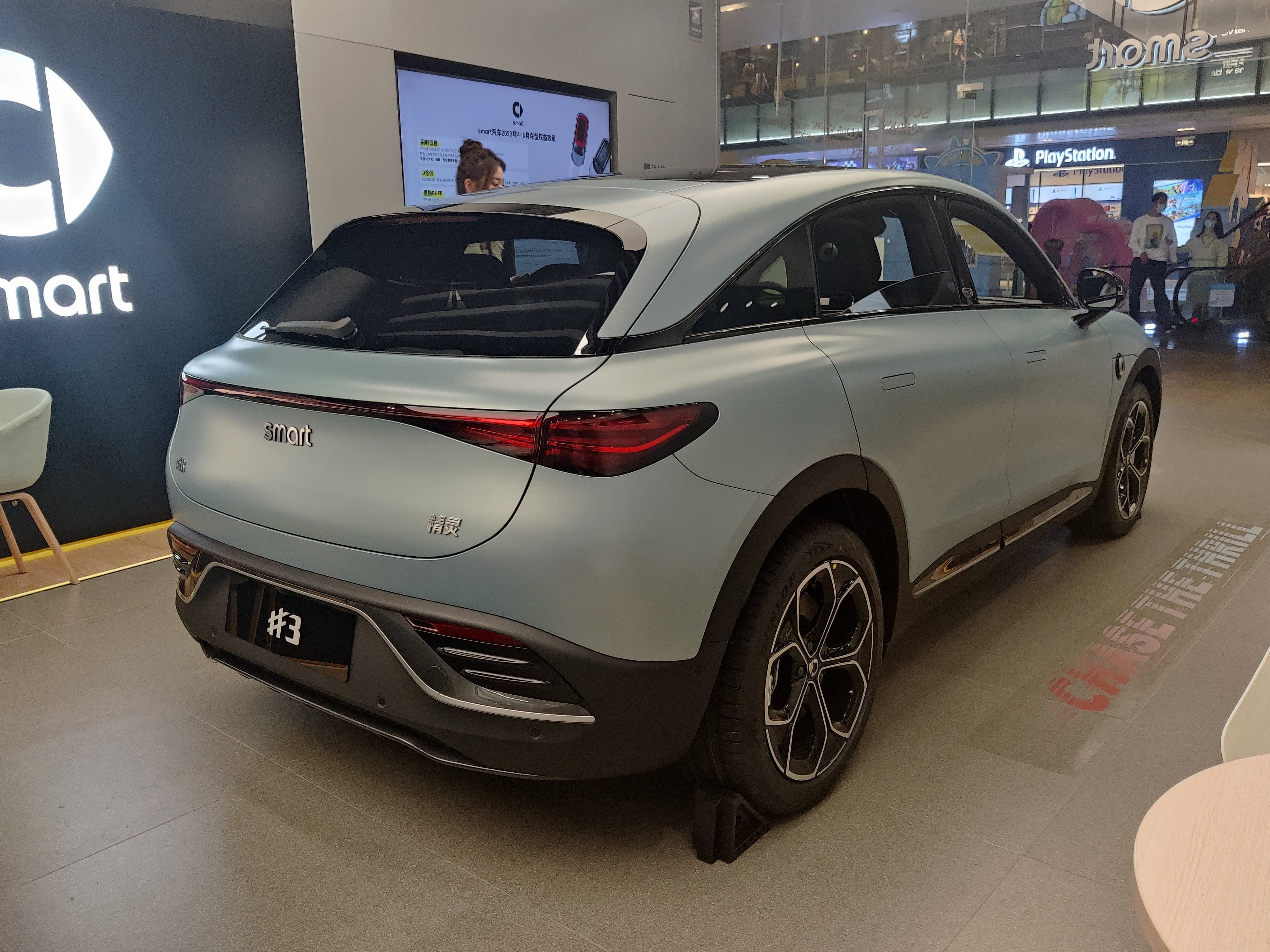
Вид сзади

Smart #3 — электромобиль компании Smart. Выпускается с 2023 года.

## Описание
Smart 3 дебютировал 17 апреля 2023 года на выставке Auto Shanghai. Производство планируется в сентябре 2023 года, а продажи ожидаются в 2024 году в Европе. После Smart-1, это второй автомобиль, выпускаемый совместным предприятием между Mercedes-Benz и Geely. От Smart #1 автомобиль Smart 3 отличается дизайном и специфическим оборудованием.
Этот автомобиль в 2023 году получил 5 звёзд в EuroNcar.

## Технические характеристики
Автомобиль Smart 3 будет оснащаться двумя электродвигателями мощностью 428 л. с. и крутящим моментом 543 Нм. Ожидается, что до 100 км/ч автомобиль будет разгоняться за 3,7 секунды.